# 阎明
阎明（1969年12月6日—），中国女子游泳运动员。她曾参加1988年汉城夏季奥运会和1992年巴塞罗那夏季奥运会游泳比赛，还曾获得5枚亚洲运动会游泳比赛金牌。